# Melanocenchris abyssinica
Melanocenchris abyssinica är en gräsart som först beskrevs av Robert Brown och Johann Baptist Georg Wolfgang Fresenius, och fick sitt nu gällande namn av Ferdinand von Hochstetter. Melanocenchris abyssinica ingår i släktet Melanocenchris och familjen gräs. Inga underarter finns listade i Catalogue of Life.